# Созиген Александрийский
Созиген (лат. Sosigenes, греч. Σωσιγένης ὁ Ἀλεξανδρεύς) — греческий астроном, математик и философ, жил в I в. до н. э. в г. Александрия эллинистического Египта. В 46 году до н. э. был приглашён Юлием Цезарем в Рим для разработки Юлианского календаря.
Созиген предложил отказаться от лунного календаря и использовать египетский солнечный календарь, в котором было 365 дней, с добавлением к нему високосного года. Эта идея реформировать календарь была ранее опробована в 238 году до н. э. в Египте Птолемеем III Эвергетом, однако его последователи не поддержали нововведение.
Для того чтобы календарь соответствовал временам года, было добавлено 67 дополнительных дней между ноябрём и декабрём, разделённые на два месяца (Intercalaris Prior и Intercalaris Posterior). Вместе с Mensis Intercalaris 46 год до н. э. длился 445 дней. Календарь, названный юлианским, был введён в действие с 1 января 45 года до н. э.
Из-за ошибки дополнительный день добавлялся каждый 3-й год, а не каждый 4-й, из-за принятого в Риме инклюзивного сложения (текущий год считался первым, а не нулевым для подсчёта каждого 4-го года). Ошибка оставалась незамеченной 36 лет, в результате чего за этот период было добавлено 3 лишних дня. При императоре Октавиане Августе ошибку исправили убрав лишние дни.
Созиген упоминается в «Естественной истории» Плиния в книге 18:

… Было три основные школы, Халдейская, Египетская и Греческая; к ним была добавлена четвёртая от нашей страны Цезарем, во время его правления, который с помощью астронома Созигена (Sosigene perito scientiae eius adhibito) привел года в соответствие с движением солнца.

Также во второй книге Плиния указано что Созиген соглашался с халдейским астрономом Кидинну в том, что Меркурий никогда не отклоняется от Солнца более, чем на 22 градуса.
Считается что философские труды Созигена, в том числе комментарий на трактат Аристотеля «De Caelo», не сохранились.

## Память
- В 1935 г. Международный астрономический союз присвоил имя Созигена кратеру на видимой стороне Луны.
- Созиген показан в фильме «Клеопатра» (1963 года), однако его роль как учителя Клеопатры является вымыслом и не соответствует историческим событиям.